# Black Filmmakers Hall of Fame
Die Black Filmmakers Hall of Fame, Inc. (BFHFI) wurde 1974 in Oakland gegründet.
Die BFHFI war ein Projekt von Mary Perry Smith (1926–2015) und Margot Hicks Sudduth von der Cultural and Ethnic Affairs Guild der Oakland Museum Association. Ab 1977 wurde sie unter Hicks als erster Präsidentin als selbstständige Organisation geführt. Von 1984 bis Mitte der 1990er Jahre wurde sie dann von Smith geleitet.
Die Hall of Fame unterstützte und förderte schwarze Filmprojekte und bewahrte die Beiträge afroamerikanischer Künstler, egal ob diese vor oder hinter der Kamera wirkten. Die gemeinnützige Organisation unterstützte außerdem Filmvorführungen von und über Menschen afrikanischer Abstammung. Eine der regelmäßigen Veranstaltungen war der Oscar Micheaux Award (Hall of Fame), der von 1974 bis 1993 jährlich im Februar in den Hallen des Paramount Theatre in Oakland verliehen wurde. Zudem gab es jährlich einen Filmemacher-Wettbewerb und das Filmfestival Black Filmworks.
Nach 1993 fanden aus finanziellen Gründen keine aufwändigen Verleihungszeremonien mehr statt. Bis 2003 wurden die Aktivitäten der BFHFI weiter reduziert. Die Organisation bestand danach fort, jedoch ohne wesentliche Wirkung zu entfalten.

## Preisträger (Auswahl)

### 1973
- Clarence Muse (1889–1979)
- Gordon Parks (1912–2006)

### 1974
- Katherine Dunham (1909–2006)
- Stepin Fetchit (Lincoln Perry) (1902–1985)
- Paul Robeson (1898–1976)

### 1975
- Ruby Dee (1922–2014)
- Hall Johnson (1888–1970)
- Abbey Lincoln (1930–2010)
- Hattie McDaniel (1895–1952)
- Butterfly McQueen (1911–1995)
- Fredi Washington (1903–1994)

### 1976
- Louise Beavers (1902–1962)
- Diahann Carroll (1935–2019)
- Oscar Micheaux (1884–1951)
- Brock Peters (1927–2005)
- Melvin Van Peebles (1932–2021)

### 1977
- Maidie Norman (1912–1998)
- Cicely Tyson (1933–2021)

### 1978
- Benny Carter (1907–2003)
- Nicholas Brothers
- Nina Mae McKinney (1913–1967)
- Sidney Poitier (1927–2022)

### 1979
- Etta Moten Barnett (1901–2004)

### 1980
- Ivan Dixon (1931–2008)
- William Greaves (1926–2014)

### 1984
- Billy Dee Williams (1937–)

### 1986
- Madame Sul-Te-Wan (1873–1959)

### 1987
- Sammy Davis, Jr. (1925–1990)
- Scatman Crothers (1910–1986)
- Jeni LeGon (1916–2012)
- Ernie Morrison (1912–1989)

### 1990
- Suzanne de Passe (1948–)
- Danny Glover (1946–)

### 1991
- Michael Schultz (1938–)
- August Wilson (1945–2005)

### 1993
- Madeline Anderson
- Rosalind Cash (1938–1995)

### 1995
- William D. Alexander (1916–1991)